# District d'Oki
Le district d'Oki (隠岐郡, Oki-gun) est un district de la préfecture de Shimane, au Japon, administrant les îles Oki.

## Géographie

### Démographie
Selon une estimation du 1er décembre 2011, la population du district d'Oki était de 21 282 habitants, répartis sur une superficie de 346,22 km2 (densité de population de 61,5 hab./km2).

## Municipalités du district
- Ama (notamment sur Nakano-shima)
- Chibu (Chiburi-jima)
- Nishinoshima (Nishino-shima)
- Okinoshima (Dōgo-jima)